# 黑鸟 (漫画)
黑鸟（英語：Blackbird），亦称X喷气战机，是一部用于虚拟超级英雄团队X战警的飞机，有时也成为X战警的化身，獨眼龍和暴风女是该飞机的主驾驶。

## 历史
当X战警刚成立时，X战警们通常被描绘为坐在X教授的私人喷气机或直升机中，那是既先进却又相当中规中矩的飞行器，它带有自动驾驶仪。